# Fring
fring — мобильная программа-клиент для сетей fring, Sipnet, ICQ, Google Talk, MSN Messenger, AIM, Yahoo Messenger, Twitter и SIP, основанная на Mobile VoIP, при помощи которой можно отправлять текстовые и голосовые сообщения с мобильного устройства или КПК, пересылать файлы, проверять мобильную почту (Gmail и Яндекс), пользоваться социальными сетями (Facebook и Orkut), смотреть видео и т. д.
24 ноября 2009 года  с помощью fring стало возможным использовать мобильные видеозвонки, используя лишь каналы сети Интернет.
Программа может подключаться к сети Интернет любым доступным мобильному устройству способом (например, GPRS/EDGE, 3G, Wi-Fi и т.п.)
fring бесплатен — необходимо платить только за использованный интернет-трафик мобильному оператору или Wi-Fi-провайдеру (в случае, если трафик платный). Главный офис fring находится в Израиле, однако фирма имеет представительства в Великобритании, Италии и Германии.
Программа была разработана израильтянами: Алексом Нерстом (Alex Nerst, сейчас занимает пост CTO во fring), Боазом Зилберманом (Boaz Zilberman, fring CAO) и Ави Шехтером (Avi Shechter, fring CEO). Ави Шехтер ранее был руководителем ICQ и вице-президентом AOL.
В сентябре 2013 года сервис Fring был приобретён компанией Genband — разработчиком различных решений в области VoIP.